# Lemuroidea
De Lemuroidea zijn een superfamilie van de orde primaten (Primates). Deze superfamilie bestaat uit zes families, waarvan de drie nog levende families: indriachtigen (Indriidae), maki's (Lemuridae) en wezelmaki's (Lepilemuridae). De wetenschappelijke naam van de superfamilie werd in 1821 gepubliceerd door John Edward Gray. De Lemuroidea bestaan uit 66 levende soorten.

## Taxonomie
Deze superfamilie bestaat uit zes families.
- Superfamilie: Lemuroidea (66 soorten)
  - Familie: Archaeolemuridae †
    - Geslacht: Archaeolemur †
    -  Geslacht: Hadropithecus †

  - Familie: Daubentoniidae (1 soort)
    -  Geslacht: Daubentonia (Vingerdieren) (1 soort)
      - Soort: Daubentonia madagascariensis (Vingerdier of aye-aye)
      -  Soort: Daubentonia robusta †

  - Familie: Indriidae (Indriachtigen) (19 soorten)
    - Geslacht: Avahi (Wolmaki's) (9 soorten)
      - Soort: Avahi betsileo
      - Soort: Avahi cleesei
      - Soort: Avahi laniger (Oostelijke wolmaki)
      - Soort: Avahi meridionalis
      - Soort: Avahi mooreorum
      - Soort: Avahi occidentalis (Westelijke wolmaki)
      - Soort: Avahi peyrierasi
      - Soort: Avahi ramanantsoavani
      -  Soort: Avahi unicolor

    - Geslacht: Indri (Indri's) (1 soort)
      -  Soort: Indri indri (Indri)

    - Geslacht: Propithecus (Sifaka's) (9 soorten)
      - Soort: Propithecus candidus (Zijdesifaka)
      - Soort: Propithecus coquereli (Coquerels kroonsifaka)
      - Soort: Propithecus coronatus (Kroonsifaka)
      - Soort: Propithecus deckenii (Von der Deckens sifaka)
      - Soort: Propithecus diadema (Diadeemsifaka)
      - Soort: Propithecus edwardsi (Milne-Edwards sifaka)
      - Soort: Propithecus perrieri (Perriers sifaka)
      - Soort: Propithecus tattersalli (Goudkroonsifaka)
      -  Soort: Propithecus verreauxi (Verreauxsifaka)

  - Familie: Lemuridae (Maki's) (21 soorten)
    - Geslacht: Eulemur (Echte maki's) (12 soorten)
      - Soort: Eulemur albifrons (Witkopmaki)
      - Soort: Eulemur cinereiceps (Grijskopmaki)
      - Soort: Eulemur collaris (Roodkraagmaki)
      - Soort: Eulemur coronatus (Kroonmaki)
      - Soort: Eulemur flavifrons (Blauwoogmaki)
      - Soort: Eulemur fulvus (Bruine maki of zwartkopmaki)
      - Soort: Eulemur macaco (Zwarte maki of Moormaki)
      - Soort: Eulemur mongoz (Mongozmaki)
      - Soort: Eulemur rubriventer (Roodbuikmaki)
      - Soort: Eulemur rufifrons
      - Soort: Eulemur rufus
      -  Soort: Eulemur sanfordi (Sanfords maki)

    - Geslacht: Hapalemur (Halfmaki's of bamboemaki's) (5 soorten)
      - Soort: Hapalemur alaotrensis (Alaotrabamboemaki)
      - Soort: Hapalemur aureus (Gouden halfmaki)
      - Soort: Hapalemur griseus (Grijze halfmaki)
      - Soort: Hapalemur meridionalis
      -  Soort: Hapalemur occidentalis

    - Geslacht: Lemur (Ringstaartmaki's) (1 soort)
      -  Soort: Lemur catta (Ringstaartmaki)

    - Geslacht: Prolemur (1 soort)
      -  Soort: Prolemur simus (Breedsnuithalfmaki of bandro)

    - Geslacht: Varecia (Vari's) (2 soorten)
      - Soort: Varecia rubra (Rode vari)
      -  Soort: Varecia variegata (Vari, bonte maki of gekraagde maki)

  - Familie: Lepilemuridae (Wezelmaki's) (25 soorten)
    - Geslacht: Lepilemur (Wezelmaki's) (25 soorten)
      - Soort: Lepilemur aeeclis
      - Soort: Lepilemur ahmansoni
      - Soort: Lepilemur ankaranensis
      - Soort: Lepilemur betsileo
      - Soort: Lepilemur dorsalis (Grijsrugwezelmaki)
      - Soort: Lepilemur edwardsi (Milne-Edwards wezelmaki)
      - Soort: Lepilemur fleuretae
      - Soort: Lepilemur grewcocki
      - Soort: Lepilemur hollandorum
      - Soort: Lepilemur hubbardi
      - Soort: Lepilemur jamesi
      - Soort: Lepilemur leucopus (Witvoetwezelmaki)
      - Soort: Lepilemur microdon (Kleintandwezelmaki)
      - Soort: Lepilemur milanoii
      - Soort: Lepilemur mustelinus (Grote wezelmaki of gewone wezelmaki)
      - Soort: Lepilemur otto
      - Soort: Lepilemur petteri
      - Soort: Lepilemur randrianasoloi
      - Soort: Lepilemur ruficaudatus (Kleine wezelmaki of roodstaartwezelmaki)
      - Soort: Lepilemur sahamalaza
      - Soort: Lepilemur scottorum
      - Soort: Lepilemur seali
      - Soort: Lepilemur septentrionalis (Noordelijke wezelmaki)
      - Soort: Lepilemur tymerlachsoni
      -  Soort: Lepilemur wrighti

  - Familie: Megaladapidae †
    -  Geslacht: Megaladapis †

  -  Familie: Palaeopropithecidae †
    - Geslacht: Archaeoindris †
      -  Soort: Archaeoindris fontoynonti †

    - Geslacht: Babakotia †
      -  Soort: Babakotia radofilai †

    - Geslacht: Mesopropithecus †
    -  Geslacht: Palaeopropithecus †